# Бэленси, Эдди
Марк Франс Эдди Бэленси (англ. Marc France Eddy Balancy; род. 6 мая 1953, Маврикий) — государственный деятель Республики Маврикий, исполняющий обязанности Президента Республики Маврикий (26 ноября — 2 декабря 2019), генеральный прокурор Маврикия. юрист.
После того, как под угрозой импичмента президент Маврикия Амина Гуриб-Факим в марте 2018 года подала в отставку, её место занял вице-президент Барлен Вьяпури и был назначен исполняющим обязанности президента страны. 26 ноября 2019 года он подал прошение об отставке. Его пост до избрания нового президента был передан генеральному прокурору Маврикия Эдди Бэленси. Однако уже 2 декабря новым главой страны был избран Притвираджсинг Ропун.